# Guainía (rijeka)
Guanía je rijeka u Kolumbiji, desna pritoka rijeke Rio Negro. Pripada porječju Amazone.